# چامیسو (آریزونا)
چامیسو (به انگلیسی: Chamiso) یک منطقهٔ مسکونی در ایالات متحده آمریکا است که در آریزونا واقع شده‌است. چامیسو ۱٬۱۷۲ متر بالاتر از سطح دریا واقع شده‌است.